# معركة بنات التل
معركة بنات التل هي معركة حدثت بين قوات الدولة الأموية و قوات الثوار الشيعة بقيادة المختار حدثت المعركة بالقرب من الموصل عام 686م و انتهت بأنتصار قوات المختار.

## قبل المعركة
وسار يزيد بن أنس حتى صار إلى تكريت وصار إليه عبد الرحمن بن سعيد في ألف رجل، فصار يزيد في أربعة آلاف فارس، وأقبل حتى نزل على خمسة فراسخ من أرض الموصل ، وبلغ ذلك عبيد الله بن زياد فوجه إليه بقائد من قواد أهل الشام يقال له ربيعة بن مخارق الغنوي في ثلاثة آلاف فارس، وأتبعه بقائد آخر يقال له عبد الله بن حملة الخثعمي في ثلاثة آلاف، قال: وأقبل القوم حتى نزلوا حذاء يزيد بن أنس.

## المعركة
ثم دنا القوم بعضهم من بعض فاقتتلوا ساعة، وحمل ورقاء بن عازب الأسدي على رجل من أهل الشام فضربه ضربة نكسه عن فرسه قتيلا. ثم ساح بأهل العراق فحملوا وحمل معهم، وانهزم أهل الشام هزيمة قبيحة، ووضع أهل العراق فيهم السيف، فجعلوا يقتلونهم خمسة فراسخ حتى ألحقوهم بصاحبهم عبيد الله بن زياد، وقد قتل منهم من قتل، وأسر منهم ثلاثمائة رجل أو يزيدون، فأتي بهم إلى يزيد بن أنس وهو لما به حتى أوقفهم بين يديه فجعل يؤمي بيده أن اضربوا أعناقهم.